# Dnepr-Donbas-Kanal
Der Dnepr-Donbas-Kanal (ukrainisch Канал Дніпро-Донбас) ist ein 263 Kilometer langer Bewässerungskanal in der Ukraine. Er verbindet den zum Kamjansker Stausee angestauten Dnepr mit dem Fluss Siwerskyj Donez bei Isjum.
- Anfang: Kamjansker Stausee beim Dorf Schulhiwka gegenüber Werchnjodniprowsk: 48° 44′ 11″ N, 34° 18′ 39″ O
- Ende: Siwerskyj Donez bei Hruschuwacha zwischen Isjum und dem Dorf Petriwske: 49° 10′ 21″ N, 36° 59′ 5″ O